# Marko Pajač
Marko Pajač, né le 11 mai 1993 à Zagreb en Croatie, est un footballeur croate qui évolue au poste d'arrière gauche ou d'ailier gauche à l'AC Reggiana, en prêt du Genoa CFC.

## Biographie

### En club
Né à Zagreb en Croatie, Marko Pajač est formé par le NK Varaždin, avec qui il fait ses débuts en 2011.
Il joue ensuite avec le Lokomotiva Zagreb, le NK Sesvete, le club hongrois du MOL Fehérvár, et le club slovène du NK Celje. Le 8 novembre 2015, il se met en évidence en inscrivant un doublé dans le championnat de Slovénie, sur la pelouse du NK Domžale (2-2).
Marko Pajač s'engage pour trois ans en faveur du Cagliari Calcio le 2 juillet 2016. Il joue son premier match le 21 août suivant, lors d'une rencontre de Serie A face au Genoa CFC. Il entre en jeu à la place de Marco Capuano, et son équipe s'incline par trois buts à zéro ce jour-là. Huit jours plus tard, Pajač est prêté au Bénévent Calcio, club évoluant alors en Serie B.
Le 7 août 2017, Marko Pajač est prêté à l'AC Pérouse.
Le 20 août 2019, il est prêté au Genoa CFC, avec option d'achat. Il joue son premier match sous ses nouvelles couleurs le 1er septembre 2019, lors d'une rencontre de championnat remportée par son équipe face à l'ACF Fiorentina (2-1).
Le 1er février 2021, Marko Pajač s'engage en faveur du Brescia Calcio. Il fait sa première apparition pour Brescia le 9 février 2021, lors d'une rencontre de championnat contre l'US Lecce. Il entre en jeu à la place de Nikolas Špalek et les deux équipes se neutralisent.

### En sélection
Avec les moins de 19 ans, il participe au championnat d'Europe des moins de 19 ans en 2012. Lors de cette compétition organisée en Estonie, il joue deux matchs, contre l'Angleterre et la France. Avec un bilan d'une victoire, un nul et une défaite, la Croatie ne dépasse pas le premier tour.
Par la suite, avec les moins de 20 ans, il dispute la Coupe du monde des moins de 20 ans en 2013. Lors du mondial junior organisé en Turquie, il joue deux matchs, une rencontre de poule face à la Nouvelle-Zélande, et le huitième de finale perdu face au Chili.

## Palmarès
- Champion de Hongrie en 2015 avec le MOL Fehérvár
- Finaliste de la Coupe de Slovénie en 2016 avec le NK Celje